# 효성그룹 비자금 의혹 사건
효성그룹의 비자금에 대한 다양한 의혹들이 제기되었으나, 결국 회사 임원들의 개인비리로 종결된 사건이다.

## 관련 일지
- 1990년 조○○ 한국타이어 사장 (당시 18세) 미국 하와이에 36만5천달러 콘도 구입.
- 1990년 조○○ 한국타이어 마케팅 사장 (당시 20세) 미국 하와이에 단독주택 (121만달러) 구입.
- 2001년 조○○ 회장이 당시 비상장 계열사인 노틸러스효성 주식을 세 아들에게 액면가의 10%이하의 가격에 인도. (자금출처 불분명)[2]
- 2002년 조○○ 효성 사장 미국 LA에 450만달러 고급주택 구입 (자금출처 불분명)
- 2004년 조○○ 한국타이어 사장 어머니 홍○○와 공동명의로 미국 하와이에 216만5천달러 별장 구입[3]
- 2004년 조○○ 효성 사장 미국 샌프란시스코에 180만달러 콘도 구입 (자금출처 불분명)
- 2006년 조○○ 효성 사장 미국 샌디에고 빌라 95만달러 지분 매입 (자금출처 불분명)
- 2006년 서울중앙지검 특수1부가 금융위원회 산하 금융정보분석원(FIU)으로부터 효성그룹과 관련된 석연치 않은 자금 흐름을 통보받음[4]
- 2007년 5월 효성 비자금 조성 의혹을 사고 있는 조○○ 효성그룹 회장의 동서 주○○씨가 경찰 내사 중에 해외로 도피
- 2008년 서울중앙지검 특수1부가 국민권익위원회로부터 효성그룹이 수백억원대 비자금을 조성한 의혹이 있다는 제보를 넘겨받음
- 2008년 조○○ 효성 전무 미국 하와이 호놀루루 262만달러 콘도 구입 (자금출처 불분명)[5]
- 2009년 서울중앙지검 특수1부 (주)효성중공업PG 김모 전무 (부품 단가 330억여원 과다청구), (주)효성 송모 고문 (77억여원 횡령) 불구속 기소, 수사 종결[6]